# Campostoma ornatum
Campostoma ornatum är en fiskart som beskrevs av Girard, 1856. Campostoma ornatum ingår i släktet Campostoma och familjen karpfiskar. Inga underarter finns listade.